# 네오팜
네오팜(Neopharm Co., Ltd.)은 대한민국의 화장품 제조회사다. 아토팜으로 유명한 회사이다. 2015년 AK그룹이 한불화장품에 매각하였다.

## 브랜드 제품 목록
- 아토팜
- 리얼베리어
- 제로이드
- 더마비
- 에이토솔루션
- 네오랩

## 사업장

### 대전 본사
- 대전광역시 유성구 테크노2로 309-8 (주)네오팜

### 서울 사무소
- 서울특별시 강남구 학동로 311 미성빌딩 2층